# RCW 79
RCW 79 est une région HII situé a 17200 années-lumière de la Terre.
C'est une bulle de gaz de 70 années-lumière, elle a créé deux nouveaux amas d'étoiles.